# Ван Фэнчунь
Ван Фэнчу́нь (кит. упр. 王奉春, пиньинь Wáng Fèngchūn; род. 2 февраля 1982, Харбин) — китайский кёрлингист и тренер по кёрлингу.
В составе мужской сборной Китая участник зимних Олимпийских игр 2010 года (заняли восьмое место); участник трёх чемпионатов мира (лучший результат — четвёртое место в 2008), участник восьми Тихоокеанско-азиатских чемпионатов (чемпионы в 2007, 2008, 2009, 2010), участник двух зимних Азиатских игр (оба раза бронзовые призёры), бронзовый призёр зимней Универсиады 2009.
Играл в основном на позициях четвёртого и третьего. Несколько сезонов был скипом команды.

## Достижения
- Тихоокеанско-азиатский чемпионат по кёрлингу: золото (2007, 2008, 2009, 2010), бронза (2006).
- Зимние Азиатские игры: бронза (2003, 2007).
- Зимняя Универсиада: бронза (2009).

- Почётный приз Collie Campbell Memorial Award (вручается кёрлингисту, который показывает наилучший уровень игры в кёрлинг и наилучшим образом демонстрирует «дух кёрлинга»): 2009.

## Команды
| Сезон   | Четвёртый     | Третий      | Второй       | Первый        | Запасной       | Тренер                              | Турниры                                |
| ------- | ------------- | ----------- | ------------ | ------------- | -------------- | ----------------------------------- | -------------------------------------- |
| 2002—03 | Сюй Сяомин    | Ван Фэнчунь | Zhu Yu       | Лю Жуй        | Ma Yongjun     | Чжан Вэй, Тань Вэйдун               | ТАЧ 2002 (5 место)                     |
| 2002—03 | Wang Binjiang | Ван Фэнчунь | Ma Yongjun   | Сюй Сяомин    | Wang Haicheng  |                                     | ЗАИ 2003                               |
| 2004—05 | Сюй Сяомин    | Ван Фэнчунь | Ma Yongjun   | Wu Hao        | Wang Bin Jiang | Чжан Вэй                            | ТАЧ 2004 (4 место)                     |
| 2005—06 | Сюй Сяомин    | Ли Хунчэнь  | Ван Фэнчунь  | Лю Жуй        | Ma Yongjun     | Чжан Вэй                            | ТАЧ 2005 (4 место)                     |
| 2006—07 | Wang Binjiang | Ван Фэнчунь | Сюй Сяомин   | Лю Жуй        | Цзан Цзялян    | Чжан Вэй, Randy Perry               | ТАЧ 2006                               |
| 2006—07 | Wang Binjiang | Ван Фэнчунь | Лю Жуй       | Сюй Сяомин    | Цзан Цзялян    | Randy Perry, Тань Вэйдун            | ЗАИ 2007                               |
| 2007—08 | Ван Фэнчунь   | Сюй Сяомин  | Лю Жуй       | Чжан Чжипэн   | Цзан Цзялян    | Чжан Вэй, Даниэль Рафаэль           | ТАЧ 2007                               |
| 2007—08 | Ван Фэнчунь   | Лю Жуй      | Сюй Сяомин   | Цзан Цзялян   | Ли Дунъянь     | Даниэль Рафаэль                     | ЧМ 2008 (4 место)                      |
| 2008—09 | Ван Фэнчунь   | Лю Жуй      | Сюй Сяомин   | Цзан Цзялян   | Чэнь Луань     | Чжан Вэй (ТАЧ, ЗУ), Даниэль Рафаэль | ТАЧ 2008 · ЗУ 2009 · ЧМ 2009 (9 место) |
| 2009—10 | Ван Фэнчунь   | Лю Жуй      | Сюй Сяомин   | Ли Хунчэнь    | Цзан Цзялян    | Чжан Вэй, Даниэль Рафаэль           | ТАЧ 2009                               |
| 2009—10 | Лю Жуй        | Сюй Сяомин  | Ван Фэнчунь  | Цзан Цзялян   | Ба Дэсинь      | Чжан Вэй                            | ЧМ 2010 (11 место)                     |
| 2009—10 | Лю Жуй        | Ван Фэнчунь | Сюй Сяомин   | Ли Хунчэнь    | Цзан Цзялян    | Чжан Вэй                            | ЗОИ 2010 (8 место)                     |
| 2010—11 | Ван Фэнчунь   | Цзан Цзялян | Сюй Сяомин   | Ба Дэсинь     | Чэнь Луань     | Чжан Вэй                            | ТАЧ 2010                               |
| 2011—12 | Ван Фэнчунь   | Цзян Дунсюй | Chen Han     | Wang Zhiqiang |                |                                     |                                        |
| 2012—13 | Ван Фэнчунь   | Цзян Дунсюй | Chen Han     | Wang Zhiqiang |                |                                     |                                        |
| 2013—14 | Ван Фэнчунь   | Цзян Дунсюй | Chen Han     | Wang Zhiqiang |                |                                     |                                        |
| 2016—17 | Ван Фэнчунь   | Цзян Дунсюй | Yuan Mingjie | Cheng Kuo     |                |                                     |                                        |
| 2016—17 | Ван Фэнчунь   | Ван Чжиюй   | Yuan Mingjie | Cheng Kuo     | Li Hongbo      |                                     |                                        |

(скипы выделены полужирным шрифтом)

## Результаты как тренера национальных сборных
| Год  | Турнир                                                          | Сборная                   | Место |
| ---- | --------------------------------------------------------------- | ------------------------- | ----- |
| 2014 | Чемпионат мира по кёрлингу среди смешанных пар 2014             | Китай (смешанная пара)    | 11    |
| 2015 | Тихоокеанско-азиатский чемпионат по кёрлингу среди юниоров 2015 | Китай (юниоры муж.)       | 2     |
| 2015 | Чемпионат мира по кёрлингу среди смешанных команд 2015          | Китай (смешанная команда) | 3     |
| 2017 | Чемпионат мира по кёрлингу среди юниоров (группа Б) 2017        | Китай (юниоры жен.)       | 4     |